# راجوو سلو
راجوو سلو (به صربی: Rađevo Selo) یک منطقهٔ مسکونی در صربستان است که در والیفو واقع شده‌است. راجوو سلو ۹۲۹ نفر جمعیت دارد.